# Finska mästerskapet i bandy 1944
Finska mästerskapet i bandy 1944 spelades i cupformat, och 21 lag deltog. Finska mästerskapet vans av IFK Helsingfors. Dessutom spelades en AIF-turnering, som vanns av Viipurin Toverit.

## Första omgången
| Lag 1                        | Resultat | Lag 2                     |
| ---------------------------- | -------- | ------------------------- |
| Porin Palloilijat            | 7–2      | Rosenlewin Urheilijat -38 |
| IFK Helsingfors              | 7–0      | Viipurin Toverit          |
| Hukat                        | 5–2      | Helsingin Palloseura      |
| VPS                          | 4–2      | Vaasan Pallo-Veikot       |
| Warkauden Pallo -35          | 6–1      | Savonlinnan Pallokerho    |
| Kuopion Pallo-Toverit        | 2–6      | Varkauden Pallo-Pojat     |
| HJK                          | 7–2      | Kronohagens IF            |
| Lappeenrannan Urheilu-Miehet | 2–7      | Viipurin Ilves            |
| Ilves-Pojat                  | 2–3      | Valkeakosken Haka         |
| IFK Vasa                     | 5–0      | VPS                       |
| TPS                          | 1–2      | Porin Palloilijat         |
| Viipurin Sudet               | 3–4      | Warkauden Pallo -35       |
| Varkauden Pallo-Pojat        | 1–5      | IFK Helsingfors           |

## Pool-semifinaler
| Lag 1               | Resultat | Lag 2             |
| ------------------- | -------- | ----------------- |
| IFK Helsingfors     | 13–0     | Valkeakosken Haka |
| Porin Palloilijat   | 3–4      | IFK Vasa          |
| Warkauden Pallo -35 | 5–0      | HJK               |
| Viipurin Ilves      | 4–3      | Hukat             |

## Semifinaler
| Lag 1           | Resultat | Lag 2               |
| --------------- | -------- | ------------------- |
| IFK Vasa        | 0–5      | Warkauden Pallo -35 |
| IFK Helsingfors | 4–3      | Viipurin Ilves      |

## Final
| Lag 1               | Resultat | Lag 2           |
| ------------------- | -------- | --------------- |
| Warkauden Pallo -35 | 3–4      | IFK Helsingfors |

## Slutställning
| Placering | Lag                 |
| --------- | ------------------- |
| 1.        | IFK Helsingfors     |
| 2.        | Warkauden Pallo -35 |
| 3.        | Viipurin Ilves      |
|           | IFK Vasa            |

## Finska mästarna
HIFK: Pehr Lindholm, Frans Karjagin, Odert Forsstedt, Erik Åberg, Lars Green, Lasse Tiivola, Hans Byman, Leo Karjagin, Valter Svanström, Herbert Lundström, Torsten Svanström och Paul Wanner.